# 聖托馬斯 (秘魯)
聖托馬斯（西班牙語：Santo Tomás），是秘魯的城鎮，位於該國南部庫斯科大區，是瓊比維卡省的首府，分別距離庫斯科360公里和首都利馬1,500公里，海拔高度3,650米，人口約8,000。